# Мозаїка Пенроуза
Мозаїка Пенроуза, плитки Пенроуза — неперіодичне розбиття площини, аперіодичні регулярні структури, замощення площини ромбами двох типів — з кутами 72° і 108° («товсті ромби») і 36° і 144° («тонкі ромби») (утворені з «золотих трикутників»), таке що будь-які два сусідніх (тобто тих, що мають спільну сторону) ромби не утворюють разом паралелограм.
Всі такі замощення неперіодичні і локально ізоморфні одне одному (тобто будь-який скінченний фрагмент однієї мозаїки Пенроуза зустрічається в будь-якій іншій).

## Властивості
«Самоподібність» — можна так об'єднати сусідні плитки мозаїки, щоб знову утворилась мозаїка Пенроуза.
Можна намалювати на кожній з двох плиток кілька відрізків так, що при викладуванні мозаїки, кінці цих відрізків поєднаються і на площині утворяться кілька сімейств паралельних прямих ліній (смуги Аммана).
Відстані між сусідніми паралельними прямими набувають рівно двох відмінних значень (а для кожного сімейства паралельних прямих послідовність цих значень володіє самоподібністю).
Мозаїки Пенроуза, що мають діри, покривають всю площину, за виключенням фігури скінченної площі. Збільшити діру, знявши кілька (скінченне число) плиток, після чого замостити непокриту частину повністю, неможливо.

## Історія

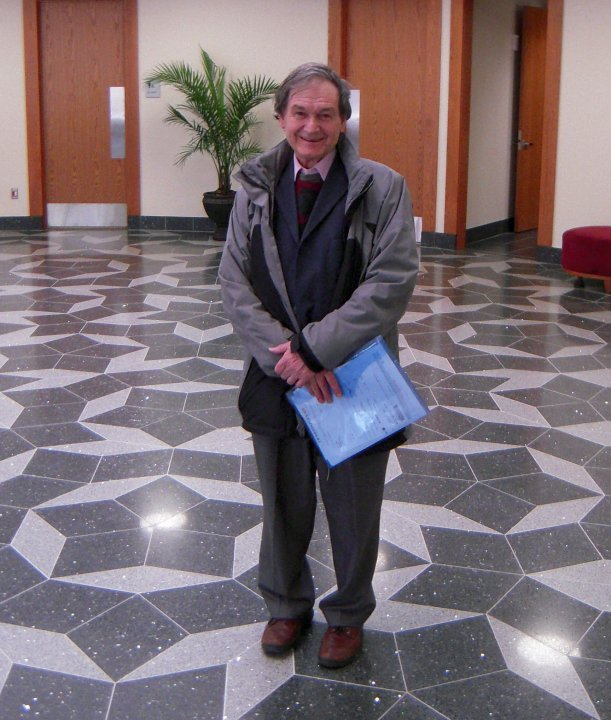
Роджер Пенроуз стоїть на підлозі, вкритій мозаїкою Пенроуза

Названа на честь Роджера Пенроуза, який цікавився проблемою «замощення», тобто заповнення площини фігурами однієї форми без зазорів і перекривання.
Задача розв'язується замощенням фігурами, що утворюють малюнок, який періодично повторюється, але Пенроуз хотів відшукати саме таку фігуру, яка при замощенні площини не утворювала б візерунків, що повторюються. Вважалось, що не існує таких плиток, з яких будувались би тільки неперіодичні мозаїки. Пенроуз перебрав безліч плиток різної форми, урешті-решт їх виявилось тільки 2, засновані на «золотому перетині», який лежить в основі всіх гармонічних співвідношень. Це фігури ромбоподібної форми з кутами 108° і 72°. Пізніше фігури спростились до форми звичайного ромба (36° і 144°), утвореного з «золотих трикутників».
Отримані візерунки мають квазікристалічну форму, яка має осьову симетрію 5-го порядку. Структура мозаїки пов'язана з послідовністю Фібоначчі.
Пізніше вчені — Д. Шехтман, І. Блех, Д. Гратіас і Дж. Кан — зробили сенсаційне відкриття, виявивши особливу структуру швидкоохолодженого сплаву марганцю і алюмінію. Раніше вважалось, що кристали мають осьову симетрію лише 1-го, 2-го, 3-го, 4-го і 6-го порядку. Іншими словами, кристали, які мають осьову симетрію 5-го порядку, перебувають у стані плавного переходу між аморфними тілами і періодичними кристалами.

## В тривимірному просторі
У тривимірному просторі використовуються ікосаедри, якими щільно заповнюється тривимірний простір.

## В архітектурі
На території сучасного Ірану в провінції Ісфаган така аперіодична мозаїка прикрашає побудовану 1453 року мечеть Дарб-і Імам.